# Poduromorpha

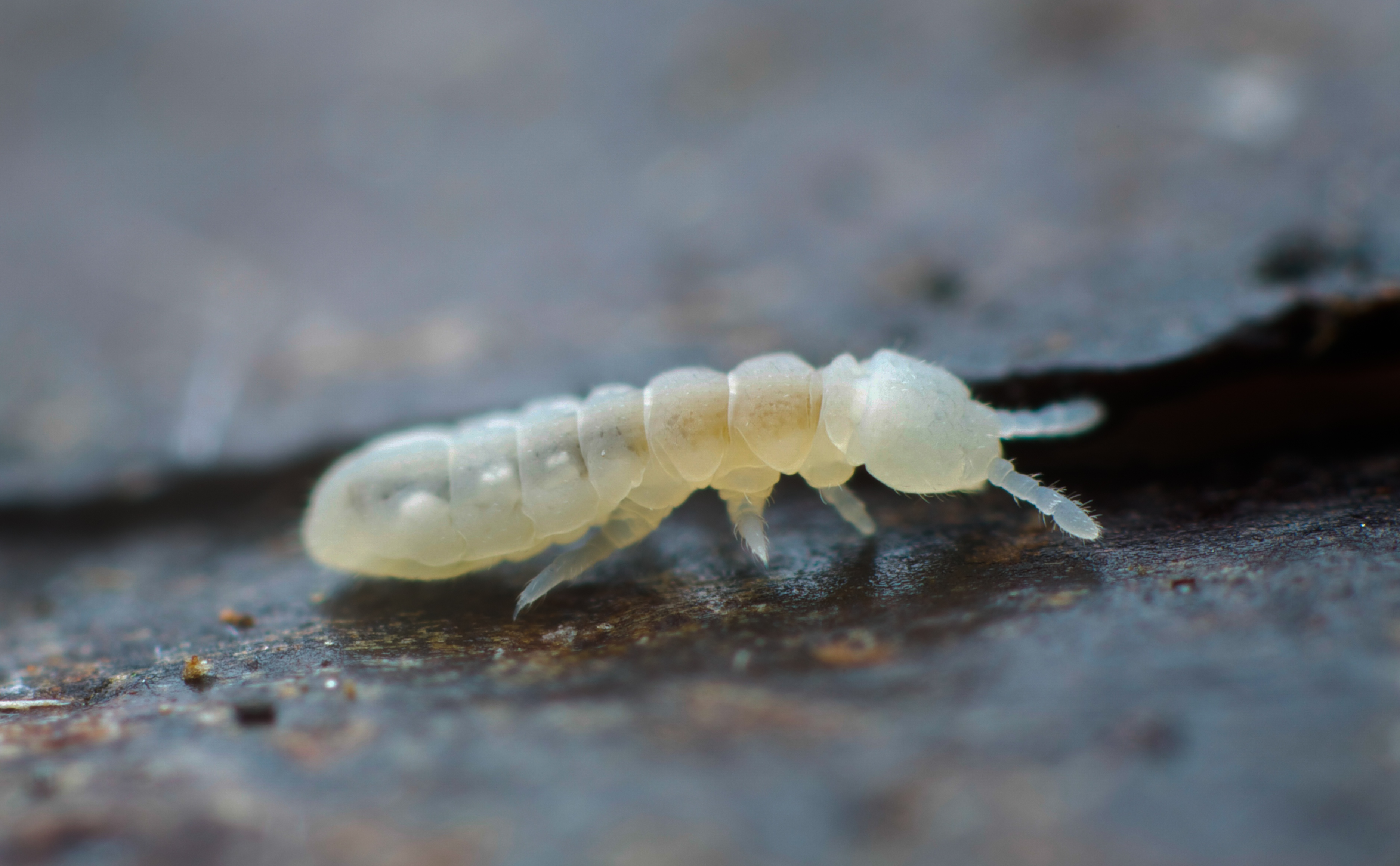
Onychiurinae

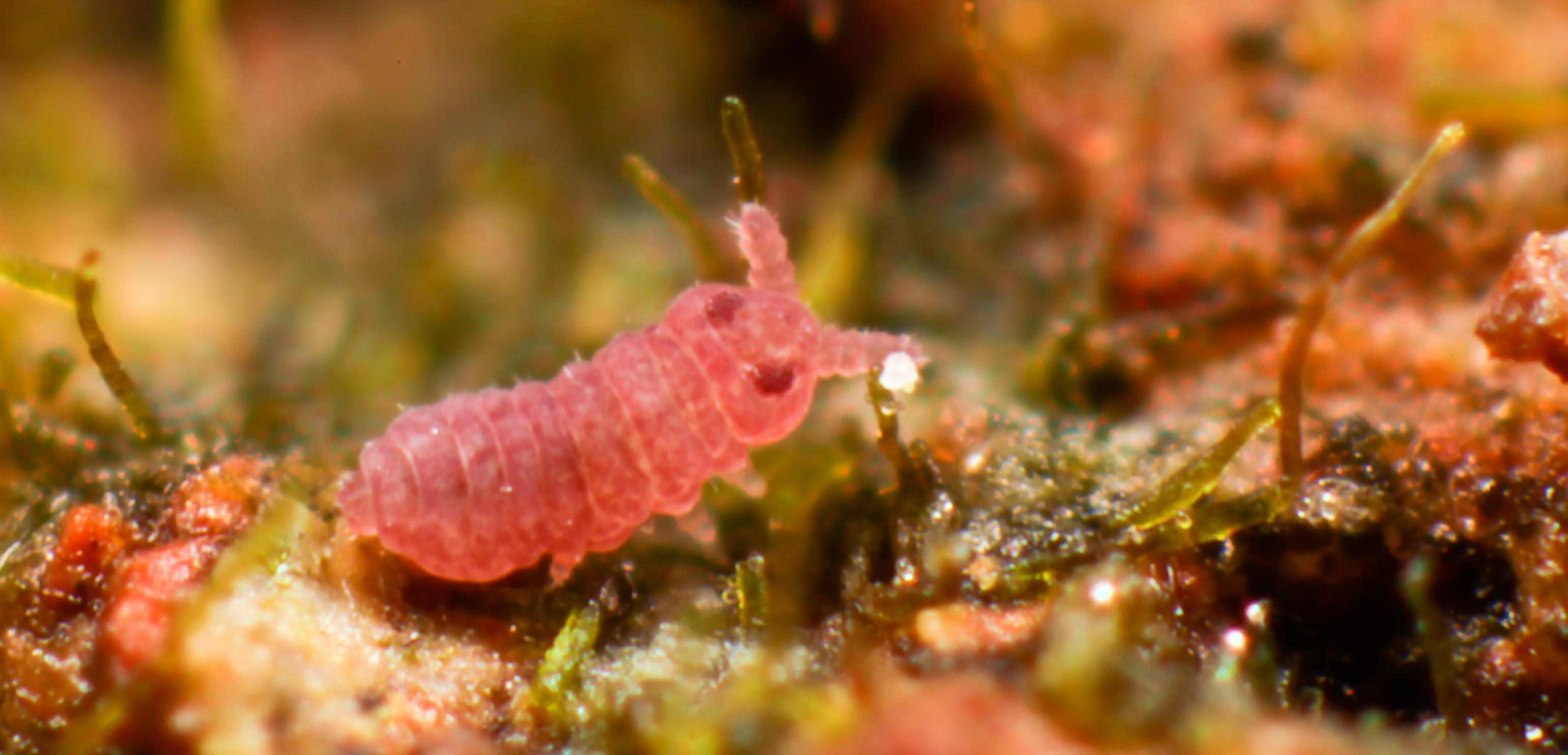
Brachystomella parvula ejemplar inmaduro

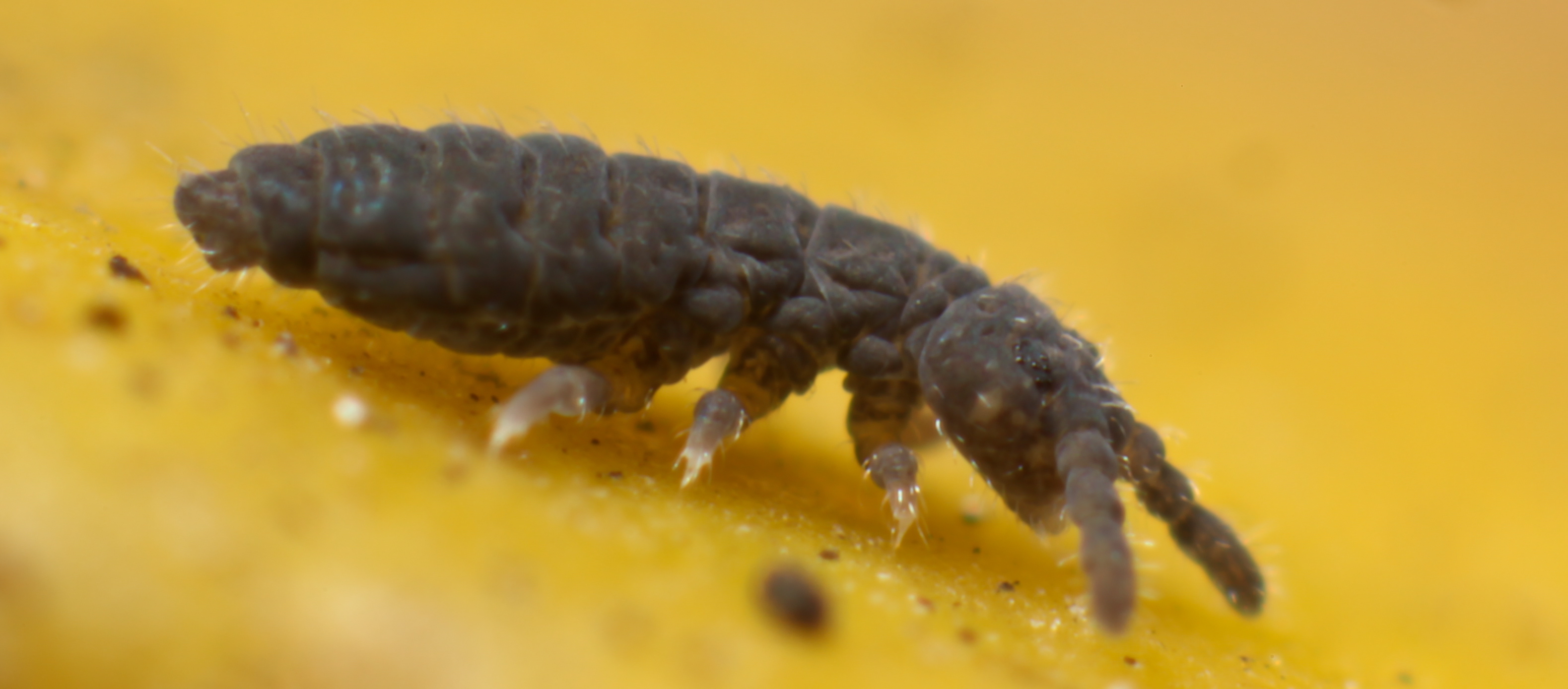
Hypogastrura viatica

El orden Poduromorpha es uno de los cuatro grupos principales de Collembola. Este grupo era tratado comúnmente como la superfamilia Poduroidea. Contiene alrededor de 3 200 especies en más de 320 géneros en 11 familias de distribución mundial.
La forma de reconocerlos a simple vista es por la forma de su cuerpo. Los Symphypleona y Neelipleona son de cuerpo globoso; los Entomobryomorpha son de cuerpo delgado con antenas y patas más notorias. Los Poduromorpha, por contraste, tienen las patas cortas y un cuerpo más grueso, pero ovalado a diferencia de los Symphypleona.

## Taxonomía
Los Poduromorpha eran antiguamente un solo grupo junto a Entomobryomorpha denominado "Arthopleona"; conocido antes como Poduroidea. Pero investigaciones recientes han demostrado que Poduromorpha y Entomobryomorpha son parafiléticos. Incluso los Entomobryomorpha, los Poduromorpha, y los Symphypleona son igualmente distintos entre sí, lo que se muestra en sus rangos taxonómicos.
Incluye familias fósiles.
Superfamilia Neanuroidea
- Familia Brachystomellidae
- Familia Neanuridae
- Familia Odontellidae

Superfamilia Poduroidea
- Familia Poduridae

Superfamilia Hypogastruroidea
- Familia Hypogastruridae
- Familia Pachytullbergiidae
- Familia Paleotullbergiidae

Superfamilia Gulgastruroidea
- Familia Gulgastruridae

Superfamilia Onychiuroidea
- Familia Onychiuridae
- Familia Tullbergiidae

Superfamilia Isotogastruroidea
- Familia Isotogastruridae